# (11042) Ernstweber
(11042) Ernstweber ist ein Asteroid des Hauptgürtels, der am 3. November 1989 vom belgischen Astronomen Eric Walter Elst am La-Silla-Observatorium (IAU-Code 809) der Europäischen Südsternwarte in Chile entdeckt wurde.
Der Asteroid wurde nach dem deutschen Physiologen und Anatomen Ernst Heinrich Weber (1795–1878) benannt, der bedeutende Untersuchungen zur Mechanik des Gehens sowie zum Druck-, Temperatur- und Ortssinn anstellte und gemeinsam mit Gustav Theodor Fechner zu den Begründern der Psychophysik gehört.